# York City FC
York City FC är en engelsk professionell fotbollsklubb i York, grundad 1908. Klubben spelar 2023/24 i National League, som ligger på nivå fem i det engelska ligasystemet. Hemmamatcherna spelas på York Community Stadium och smeknamnet är The Minstermen.

## Historia

Klubbens ligaplaceringar från och med 1929.

Klubben grundades 1908, men lades ned under första världskriget. Klubben ombildades 1922 och spelade de följande åren i Midland League, innan man valdes in i The Football League 1929. Större delen av tiden sedan dess har man hållit till i de lägre regionerna i The Football League, men man har varit uppe i näst högsta divisionen.
Klubben har lyckats bättre i cuperna med en semifinalplats i FA-cupen 1955 som främsta merit. Man har vid ett flertal tillfällen slagit ut klubbar från den högsta divisionen i cupsammanhang.
I Ligacupen 1995/96 slog man till exempel Manchester United med 3–0 borta i andra omgången (samma år vann United både FA-cupen och Premier League).

## Meriter

### Liga
- League Two eller motsvarande (nivå 4): Mästare 1983/84

### Cup
- FA-cupen: Semifinal 1954/55
- FA Trophy: Mästare 2011/12